# Lanchas colectivas del delta del Paraná
Las lanchas colectivas del delta del Paraná son el único medio de transporte público disponible en el delta del río Paraná, en Argentina.
El diseño de la embarcación y de sus motores datan del 1940. Aun así, los motores fueron reemplazados en ocasiones.[cita requerida] Por lo general el casco está construido en madera de caoba, y la propulsión utiliza motores diésel Gray Marine y Detroit Diesel.

## Compañías

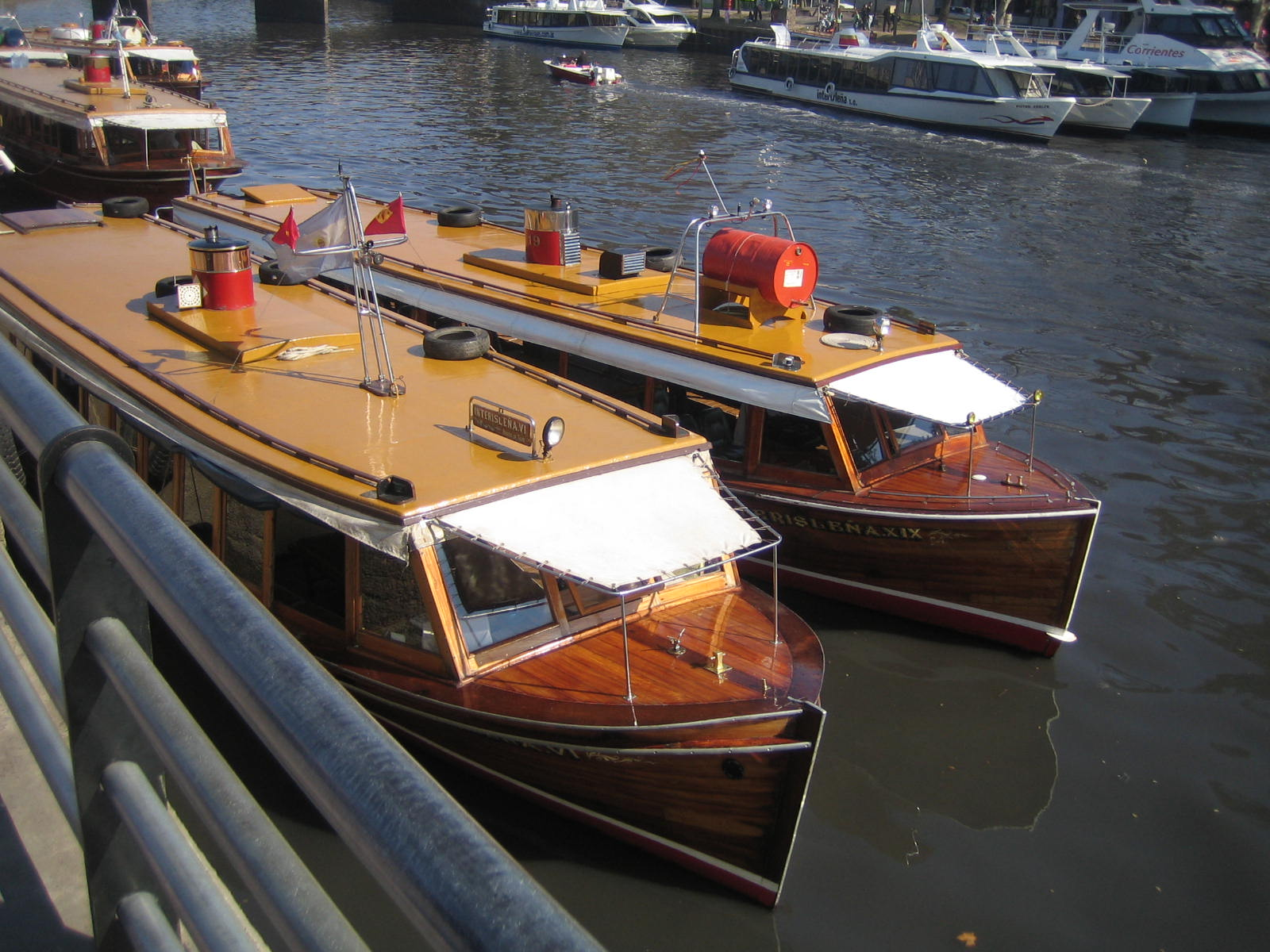
Lanchas colectivas amarradas en la Estación fluvial de pasajeros "Domingo Faustino Sarmiento".

Actualmente existen cinco compañías que recorren el delta del Paraná. Sumadas, las lanchas colectivas de estas líneas totalizan alrededor de más de 100 unidades, con capacidad para 100 personas cada una.[cita requerida] Las compañías actuales son:
- Interisleña
- Francisco Buiatti e Hijos S.A. (previamente "Jilguero")[4]
- Líneas Delta Argentino
- El León
- Hugo Alberto Pflugger

Cada una de ellas posee distintas rutas de navegación y funcionan como un colectivo dentro de la ciudad, permitiendo al traslado de los pobladores del delta del río Paraná y turistas desde y hacia la ciudad u otras islas.
En algunos servicios es posible permanecer a bordo, realizando el recorrido de la lancha colectiva en su totalidad y regresar a la ciudad luego de 3 horas de navegación aproximadamente. 
La duración de los recorridos depende de la cantidad de pasajeros que asciendan y desciendan de la lancha a lo largo del trayecto, la terminal de las empresas de transporte de las lanchas colectivas es la Estación Fluvial Domingo Faustino Sarmiento de Tigre.

### Estación fluvial de pasajeros «Domingo Faustino Sarmiento»
La lanchas colectivo tienen horarios e itinerarios regulares y zarpan de la Estación Fluvial de Tigre, ubicada sobre el río homónimo en la ciudad de Tigre, estando ubicada en una zona muy turística con muchos centros de esparcimiento.

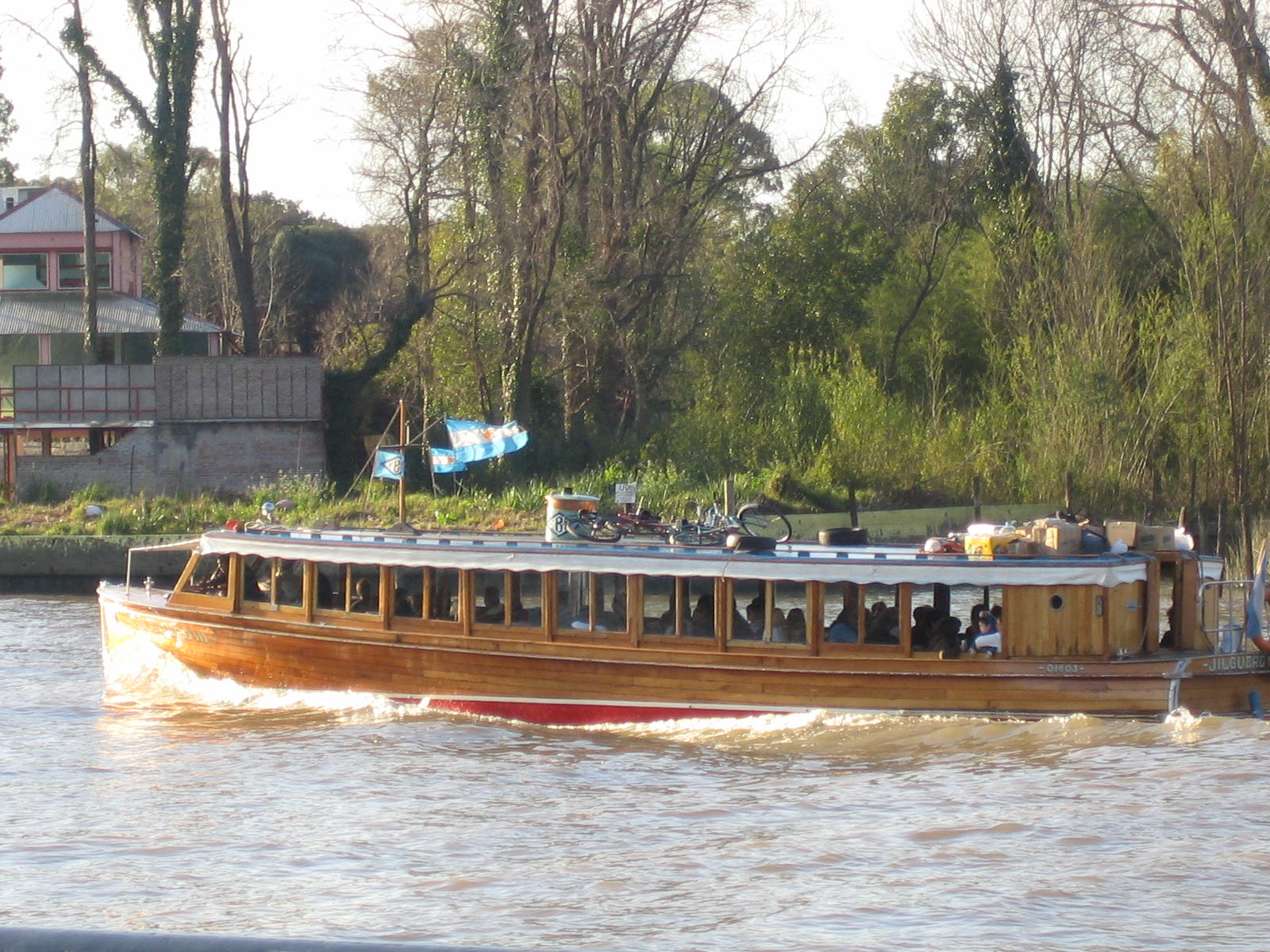
Lancha colectiva sobre el Río Luján.
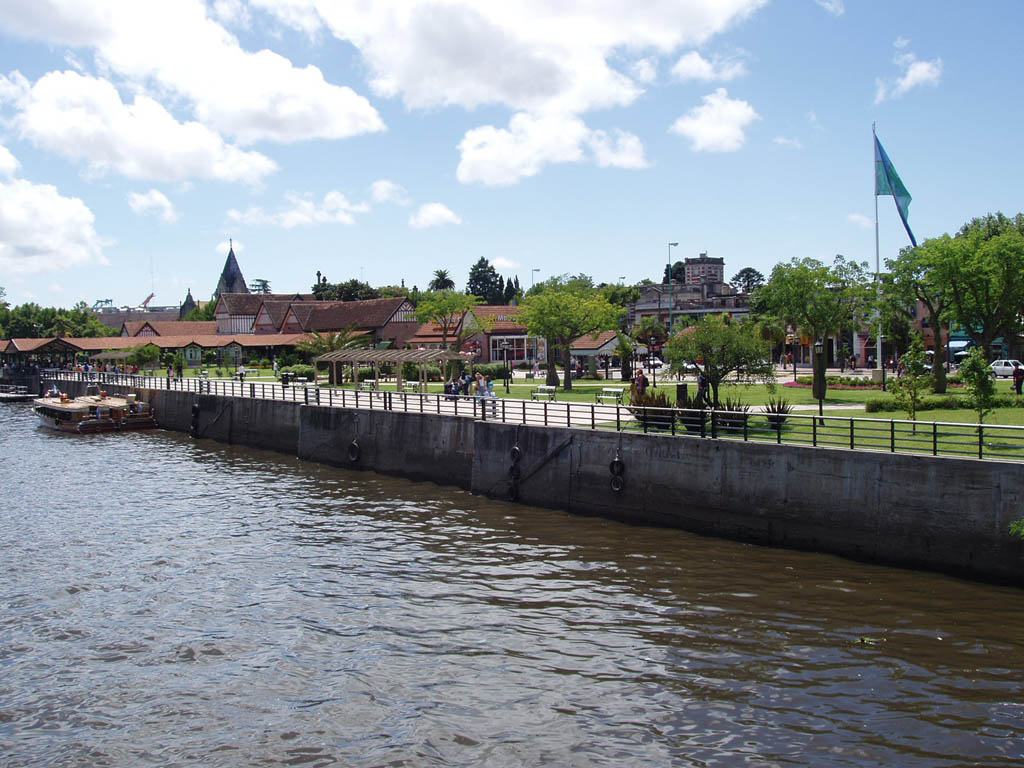
Estación Fluvial Domingo Faustino Sarmiento de Tigre.
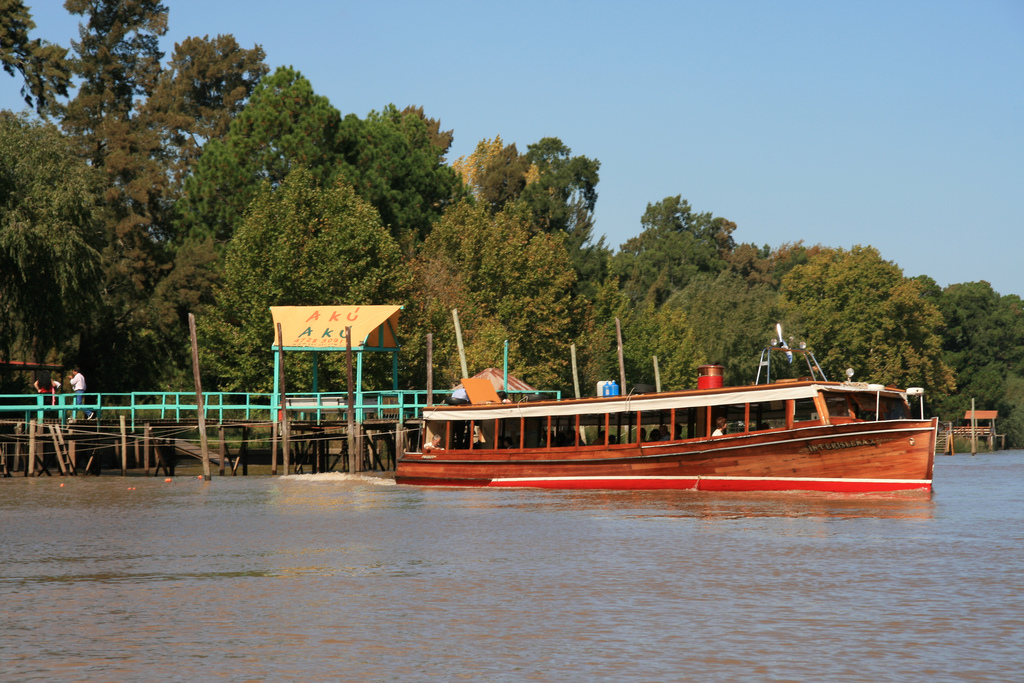
Las lanchas son construidas en madera de caoba.